# Casa Abadía de Ares del Maestre
La casa Abadía de Ares del Maestre, en la comarca del Alto Maestrazgo, provincia de Castellón, es un edificio catalogado como Bien de Relevancia Local, con la categoría de Monumento de interés local, con códigoː 12.02.014-018, derivándose su catalogación por estar incluido en el expediente de declaración del Conjunto de la Villa de Ares, como Bien de Interés Cultural y de complementación de la declaración de Bien de Interés Cultural Castillo de Ares del Maestre.